# Сычёв, Виктор Гаврилович
Виктор Гаврилович Сычёв (род. 28 июля 1955) — российский учёный в области агрохимии и агропочвоведения, академик РАСХН (2007), академик РАН (2013).

## Биография
Родился 28.07.1955 в посёлке совхоза «Кубанская степь» Каневского района Краснодарского края. Окончил Московскую сельскохозяйственную академию им. К. А. Тимирязева (1979).
- 1984—1985 младший научный сотрудник Всероссийского н.-и. и проектно-технологического института химизации сельского хозяйства,
- 1985—1988 учёный секретарь Отделения земледелия и химизации ВАСХНИЛ,
- 1989 главный специалист научно-технического совета Госагропрома СССР.
- 1989—2003 учёный секретарь, заведующий отделом координации научных исследований, заместитель директора по научной работе (1989—1997), директор (1997—2003) Центрального НИИ агрохимического обслуживания сельского хозяйства.
- в 2003-2020 гг. директор Всероссийского НИИ агрохимии им. Д. Н. Прянишникова[2].

Научные интересы — сохранение плодородия почв; расчет применения средств химизации на основе баланса питательных веществ и нормативов окупаемости; совершенствование методов определения элементов питания в почве.
Доктор сельскохозяйственных наук (2000), академик РАСХН (2007), академик РАН (2013).
Автор (соавтор) более 100 научных трудов, из них 44 книг и брошюр.
Публикации:
- Удобрения: значение, эффективность применения: справ. пособие / соавт.: Г. А. Романенко, А. И. Тютюнников; РАСХН. — М., 1998. — 375 с.
- Тенденции изменения агрохимических показателей плодородия почв европейской части России / Центр. НИИ агрохим. обслуж. сел. хоз-ва. — М., 2000. — 187 с.
- Практикум по агрохимии: учеб. пособие для студентов вузов, обучающихся по направлению подгот. бакалавров и магистров «Почвоведение» и спец. подгот. дипломир. специалистов «Почвоведение» / соавт.: В. Г. Минеев и др.; МГУ им. М. В. Ломоносова. Фак. почвоведения. — М., 2001. — 688 с.
- Химическая автография системы почва-растение / соавт.: В. И. Савич, Е. В. Трубицина; МСХА и др. — М., 2001. — 274 с.
- Почвенная экология: учеб. пособие для студентов вузов, обучающихся по спец. «Экология» / соавт.: В. И. Савич и др.; Орлов. гос. аграр. ун-т. — Орел, 2002. — 546 с. — (Учеб. и учеб. пособия для студентов вузов).